# Berta Bonastre
Berta Bonastre Peremateu, née le 3 juin 1992, est une joueuse espagnole de hockey sur gazon.

## Carrière
Elle a disputé avec l'équipe d'Espagne de hockey sur gazon féminin les Jeux olympiques d'été de 2016. Elle termine troisième de la Coupe du monde de hockey sur gazon féminin 2018.

## Famille
Elle est la sœur de Silvia Bonastre et la cousine de Carlota Petchamé, toutes deux joueuses internationales de hockey sur gazon.